# 振雲塑業
福建振雲塑業股份有限公司，簡稱福建振雲塑業股份、福建振雲塑業、福建振雲、振雲塑業股份，以及振雲塑業（英語：Fujian Zhenyun Plastics Industry Co Ltd，SGX：5KT），在1992年位於福建省福清市镜洋工业开发区。
業務主要經營生產及銷售塑料管道，股份在2007年8月3日，於新加坡交易所創業板（凱利板前身）上市。招股價為0.62坡元，發行新股為35,000,000，集資額為21,700,000坡元。

## 連結
- zhenyunplastic.com （页面存档备份，存于）